# Oxyopes ningxiaensis
Oxyopes ningxiaensis is een spinnensoort in de taxonomische indeling van de lynxspinnen (Oxyopidae).
Het dier behoort tot het geslacht Oxyopes. De wetenschappelijke naam van de soort werd voor het eerst geldig gepubliceerd in 1990 door Guo Tang & Da-xiang Song.